# Кутманова, Динара Асиевна
Динара Асиевна Кутманова (род. 31 октября 1961, Казарман, Тянь-Шанская область) — киргизский государственный и общественный деятель, активист в сфере защиты природы. Министр природных ресурсов, экологии и технического надзора Кыргызской Республики (2021—2023).

## Биография
Родилась 31 октября 1961 года в селе Казарман Тогуз-Тороузского района Тянь-Шанской области Киргизской ССР.
В 1983 году окончила Московский химико-технологический институт (МХТИ) имени Д. И. Менделеева по специальности инженер-технолог. В 2010 году окончила Кыргызскую государственную юридическую  академию по специальности «Юриспруденция». Является кандидатом юридических наук, защитила диссертацию на тему «Проблемы реализация права на благоприятную среду в Кыргызской Республике» по специальности 12.00.06 — «Природоресурсное право; аграрное право; экологическое право».
Является активным участником в национализации золоторудного рудника Кумтор ЗАО «Кумтор Голд Компани».

## Карьера
В 1983—1990 годах — мастер смены, инженер газоочистки Фрунзенского стекольного завода.
В 1984—1987 годах — депутат Фрунзенского городского совета народных депутатов XIX созыва.
В 1990—1992 годах — заведующая лабораторией атмосферного воздуха Экологического научно-информационного вычислительного центра (ЭКОНИВЦ) Государственного комитета по охране природы. В 1992—1996 годах — директор джалал-абадского филиала ЭКОНИВЦ Госкомприроды. В 1996—1997 годах — начальник управления природопользования Ош — Джалал-Абадского территориального управления охраны окружающей среды Министерства охраны окружающей среды. В 1997—1998 годах — директор Джалал-Абадского областного фонда охраны природы Министерства охраны окружающей среды. В 1998—1999 годах — начальник Управления мониторинга окружающей среды Министерства охраны окружающей среды. В 1999—2003 годах — исполнительный директор Республиканского фонда охраны природы Министерства охраны окружающей среды. В 2003—2006 годах — начальник Бишкекского городского управления охраны окружающей среды Министерства экологии и чрезвычайных ситуаций.
В 2006—2012 годах — консультант по охране окружающей среды международных проектов (Всемирный банк, Фонд Ага-хана и другие).
В 2012 году — руководитель экспертной группы по экологическим вопросам парламентской комиссии Кыргызской Республики по проекту «Кумтор», в 2012—2013 годах — руководитель экспертной группы по экологическим вопросам государственной комиссии по проекту «Кумтор».
В 2013—2016 годах — директор ОсОО «Эко-Грин». В 2016—2020 годах — директор по развитию ОсОО «Дайдалус».
В 2014—2019 годах — эксперт-консультант общественного фонда «Эко-Мониторинг». В 2016—2019 годах — консультант Немецкого общества по международному сотрудничеству (GIZ), проекта «Вместе сделаем село чистым» (Нарынская область).
В 2020—2021 годах — директор муниципального предприятия «Бишкекский санитарный полигон», директор Государственного агентства охраны окружающей среды и лесного хозяйства при правительстве.
В 2021 году — заместитель министра чрезвычайных ситуаций Кыргызской Республики.
5 мая 2021 года Динара Кутманова назначена председателем Государственного комитета по экологии и климату кабинета министров под руководством премьер-министра Улукбека Марипова. 13 октября получила портфель министра природных ресурсов, экологии и технического надзора в правительстве под руководством премьер-министра Акылбека Жапарова.